# Eoa spilotata
Eoa spilotata är en fjärilsart som beskrevs av Walker 1866. Eoa spilotata ingår i släktet Eoa och familjen mätare. Inga underarter finns listade i Catalogue of Life.